# 尼子高久
京極高久/尼子 高久（あまご たかひさ）は、南北朝時代の武将。後の出雲国の戦国大名である尼子氏の祖。京極高秀の三男。

## 生涯
一部の資料では、尼子氏の祖は塩冶高貞の遺児である塩冶玄貞（のりさだ）であるとされる。高久に尼子郷（現在の滋賀県犬上郡甲良町）を与えるよう高秀に命じたのは、高久の祖父であり、バサラ大名として著名な佐々木道誉（京極高氏）ともされる。
貞治2年/正平18年（1363年）、京極高秀を父として生まれる。14世紀後期に近江国守護代に任ぜられた。尼子郷に館を構えて居したことから尼子と称す。明徳2年/元中8年10月11日（1391年11月7日）死去。享年29。
高久の子のうち、嫡男の詮久（のりひさ）は近江の所領を受け継いだ（近江尼子氏）。また、次男の持久は山名氏と係争状態にあった出雲に下向し、守護代となった（出雲尼子氏）。